# Alfred Simonis
Alfred Félix Armand Burggraaf Simonis (* 14. Januar 1842 in Verviers, Provinz Lüttich, Belgien; † 6. April 1931 ebenda) war ein belgischer Politiker der Katholischen Partei und Präsident des belgischen Senats.

## Biografie
Simonis war der Enkel des Iwan Simonis und Nachkomme des Tuchfabrikanten Henri Simonis aus Verviers, der sich auf die Produktion von Kammgarnstoff spezialisiert hatte.
Alfred Simonis war Mitglied der Abgeordnetenkammer sowie des Senats. Zuletzt war er vom 28. August 1908 bis zum 5. August 1911 Präsident des Senats.
Simonis war verheiratet mit Berthe Euphrosine Marie von Grand’Ry (1844–1911) aus der Eupener Unternehmerfamilie Grand Ry. Seine Enkelin Berthe de Lalieux de la Rocq war Präsidentin, Generalsekretärin und zuletzt Ehrenpräsidentin der Liga der Christlichen Arbeitnehmerinnen.